# Винников, Николай Иванович
Николай Иванович Винников (1923—1944) — гвардии старший лейтенант Рабоче-крестьянской Красной Армии, член ВКП(б),  участник Великой Отечественной войны, Герой Советского Союза (1944).

## Биография
Николай Иванович  Винников родился  20.07.1923  году в деревне Внезапное Кореневского района Курской области (до  административных  изменений  территориального деления  в РСФСР  в  1928 г. -  Рыльского уезда Курской губернии)  в семье крестьянина. Получил среднее образование.
После начала Великой Отечественной  войны семья Винниковых переехала в город  Нижний Ломов Пензенской области.
В январе 1942 года Нижнеломовским районным военным комиссариатом  Винников был призван на службу в Рабоче-крестьянскую Красную Армию и направлен в Пензенское артиллерийское училище,  в этом же году  окончил ускоренный  по условиям  военного  времени  курс  училища  и,  по сведениям наградного листа,  с 20.07.1942 г.  участвовал  в боях  на  фронтах войны.
Гвардии старший  лейтенант Винников принимал участие в  боевых действиях на Калининском, Брянском, Западном, 2-м Прибалтийском, Ленинградском фронтах в должности начальника разведки (командира взвода управления)     батареи  24-го  Краснознамённого гвардейского миномётного дивизиона  40-го гвардейского миномётного полка.
Участвовал во второй Ржевско-Сычёвской операции, боях в районе города Жиздра Калужской области, Брянской и Орловской операциях, наступлении на витебско-полоцком направлении в ноябре 1943 года
22.02.1943 года при проведении разведки Винниковым  установлены и  по  его команде огнём реактивных установок уничтожены 3 миномёта с расчётами, одна миномётная батарея и пулемётные точки противника,  после чего пехота ворвалась в немецкие траншеи.  19.03.1944 года гвардии старший лейтенант Винников обнаружил скопление 8 танков и пехоты противника. В результате переданных данных залпом 2-х установок дивизиона уничтожены  5 танков и до роты немецкой пехоты.
За образцовое выполнение заданий командования приказом войскам Западного фронта  28.04.2943 года  Винников  награждён  орденом Красной Звезды.
19.07.43 г. и 20.07.1943 г. противник, подтянув резервы, пытался атаковать опорный пункт Красниково.  Разгадав манёвр противника, гвардии старший лейтенант Винников вызвал огонь наших гвардейских миномётных частей, скорректировал пристрелку своего дивизиона. Огнем 24-го дивизиона уничтожено до роты автоматчиков противника и подожжено 6 танков, противник отошёл на исходные рубежи.  За эти действия получена благодарность командира 16-го гвардейского стрелкового корпуса.
Приказом командующего артиллерией Брянского фронта 30.09.1943 г. Винников награждён орденом Отечественной войны II степени.
В наградном листе на представление гвардии старшего лейтенанта Винникова на награждение Орденом Отечественной войны записано: «Товарищ Винников всегда, несмотря на угрозу своей жизни, выдвигался с передовыми частями пехоты и информировал командование о замыслах противника».
В  июне  1944 года гвардии старший лейтенант  Винников, которому в 1944 году было 20 лет,  участвовал в Выборгской наступательной операции Ленинградского фронта на Карельском перешейке в должности начальника разведки  40-го гвардейского миномётного полка оперативной группы гвардейских миномётных частей Ленинградского фронта,  находившегося в подчинении 21-й армии,  с  12.06.1944 г. 23-й армии Ленинградского фронта.
Во время боевых действий в ходе  Выборгской операции проявил  героизм и беспримерную смелость.
В обязанности разведки гвардейских миномётных частей  входило  уточнение  данных о противнике для ведения огня реактивных установок,  разведчики  корректировали  огонь, находясь среди пехоты на переднем крае наступления.
Гвардии старший лейтенант  Винников  этим не ограничивался,  и не только передавал точные данные о противнике,  но и не  раз во время боёв первым поднимался в атаку за залпами огня реактивной артиллерии, подавая пример  пехоте.
В начале наступления,  в районе восточнее  озера Пасторского,  Винников, находившийся среди пехотинцев, первым поднялся в атаку на штурм укреплённого узла противника.
20.06.1944 г. гвардии старший лейтенант  Винников, находясь  в первых рядах  наступающих войск, передавал  точные данные на вызов огня для сопровождения пехоты.
В этот день огнём  реактивной артиллерии  полка подавлен огонь двух финских  артиллерийских батарей и  трёх  пулемётных точек,  противнику был  нанесен значительный  урон в живой силе. Части 6 стрелкового корпуса,  которые поддерживал 40-й  гвардейский миномётный полк, овладели населенными пунктами  Лахденперя,  Туленма  и др.  Отступающий  противник, стараясь задержать продвижение наших войск,  оказывал огневое сопротивление,  минировал дороги.
20.06.1944 г.  в  20.00.  в 600 м.  северо – западнее селения Лахденперя (селение  Лахденперя (Lahdenperä) входило в состав села Хейниоки (Heinjoki), в настоящее время Хейниоки   - посёлок Вещево Выборгского района Ленинградской области)  машина разведки, в которой находился Винников,   подорвалась  на  финском фугасе.  Гвардии старший лейтенант  Винников и шофёр гвардии красноармеец  Трофимов погибли,  семь человек рядового и сержантского состава  разведчиков и радистов управления полка получили тяжёлые ранения и контузии.
20.06.1944 г. в Журнале боевых действий 40 гвардейского миномётного полка написано:

Полк  вечно будет помнить геройски смелого и отважного гвардии старшего лейтенанта Винникова Н.И.,  который не раз своей смелостью и отвагой воодушевлял пехоту смелее итти за валом огня «РС».  Будучи геройски смелым товарищ Винников, находясь в первых рядах наступающей пехоты, давал точные данные на вызов огня для сопровождения нашей пехоты. 
Винников Николай Иванович первоначально  похоронен в деревне Сувеноя (Suvenoja) (деревня Сувеноя входила в состав  посёлка  Уусикиркко.   Уусикиркко (Uusikirkko) в  1948 г. был  переименован,  в настоящее время это посёлок Поляны Выборгского  района Ленинградской области).
Перезахоронен на  Воинском захоронении № 17 в посёлке Красносельское Выборгского района.
Указом Президиума Верховного Совета СССР от  18 ноября 1944 года за образцовое выполнение боевых заданий командования и проявленные при этом отвагу и геройство  гвардии старшему  лейтенанту Николаю  Ивановичу  Винникову посмертно присвоено звание Героя Советского Союза  и он  награждён высшей наградой Союза ССР Орденом Ленина .

## Награды
- Медаль «Золотая Звезда»
- Орден Ленина
- Орден Отечественной войны II степени (30.09.1943 г.)
- Орден Красной Звезды (28.04.1943 г.)

## Память
- Николай  Винников увековечен на мемориальной плите воинского захоронения № 30 Выборгского района Ленинградской области  (Мемориал Петровка)  Мемориальная плита на воинском захоронении № 30 (Мемориал Петровка).

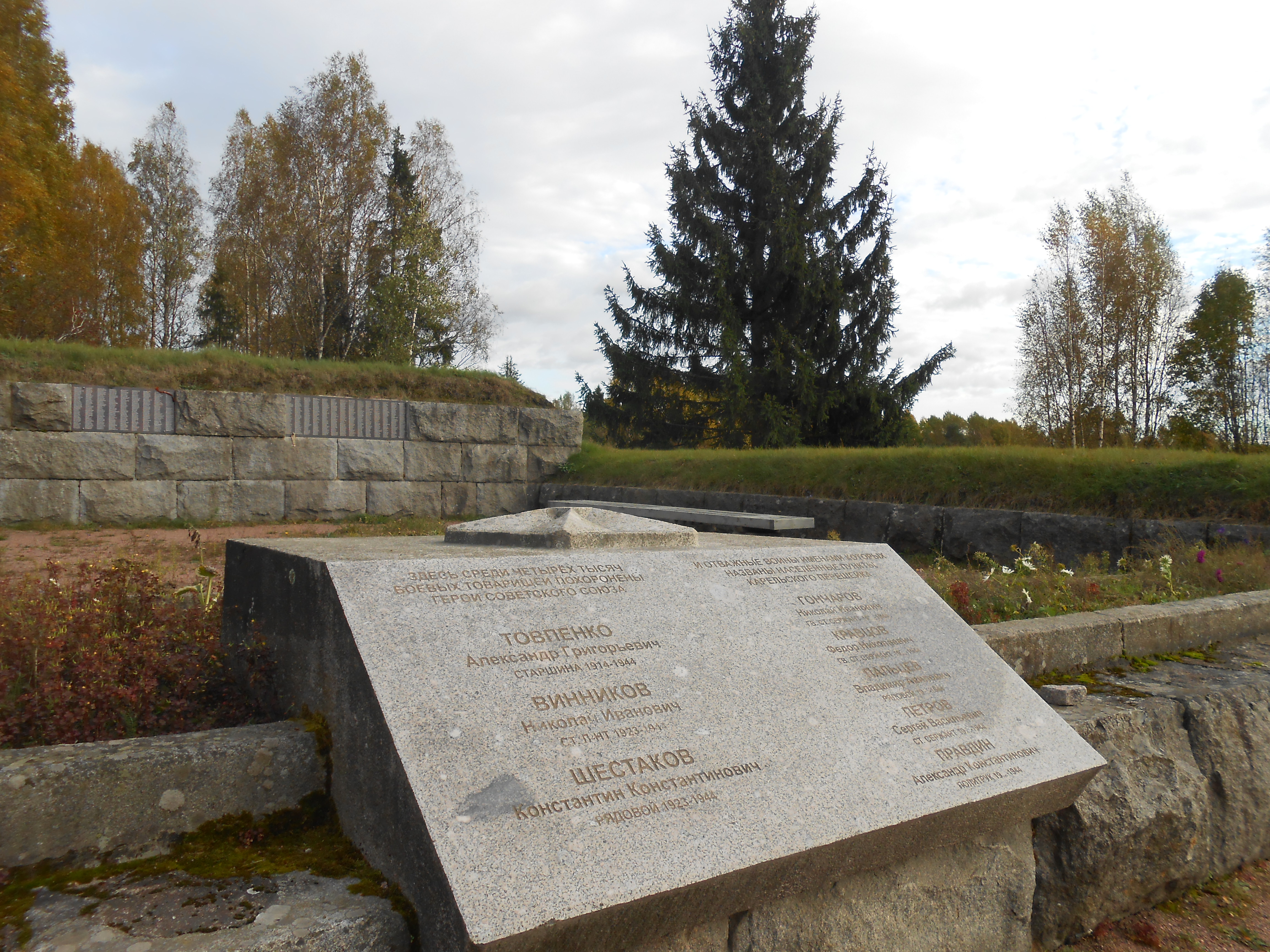
Мемориальная плита на воинском захоронении № 30 (Мемориал Петровка)

- Стела,  посвящённая Н.И. Винникову, установлена  на Аллее Героев  на его малой родине в посёлке Коренево Курской области.
- В Зале Славы Музея Победы - Центрального музея Великой Отечественной войны на пилонах увековечены имена почти 12 тысяч Героев Советского Союза и Героев России, награжденных за подвиги в годы Великой Отечественной войны [19].
- В честь героя Советского Союза Николая  Винникова названа улица в городе Нижний Ломов Пензенской области[2]